# Agnietenstraat (Utrecht)
De Agnietenstraat is een straat in het Museumkwartier in Utrecht.
De straat begint in het westen op de hoek van de Nicolaasstraat en Nicolaasdwarsstraat, loopt naast het Nicolaaskerkhof, waaraan de Nicolaïkerk staat, en eindigt in het oosten bij de Servaasbrug over de Nieuwegracht bij de Stadsbuitengracht en het Zocherpark. Zijstraat van de Agnietenstraat is de Lange Nieuwstraat.
In 1420 werd hier het Sint-Agnietenklooster gevestigd dat minstens twee eeuwen bleef bestaan. Later werd het gebouw gebruikt als fabriek en vanaf 1764 diende het klooster als Ambachtskinderhuis voor driehonderd wezen en vondelingen. Later werd een deel en nog later het gehele klooster in gebruik genomen als kazerne. Sinds 1920 is het Centraal Museum in het gebouw gevestigd.
Als gevolg van de reformatie kreeg het terrein van het klooster een andere bestemming. In 1650 werden de Beyerskameren uitgebreid naar de Agnietenstraat. In 1651 werden de Kameren Maria van Pallaes gebouwd en een jaar later de Gronsveltkameren, waardoor een straat ontstond die aansloot op de Nieuwegracht. In 1756 moesten de Gronsveltkameren plaatsmaken voor de Fundatie van Renswoude.
In de volksmond was de Agnietenstraat synoniem met het dolhuis van Willem Arntsz dat hier gevestigd was. Later zetten het Willem Arntsz Huis en  Altrecht de geestelijke gezondheidszorg op deze locatie voort, met ingang en nieuwbouw aan de Lange Nieuwstraat.

## Fotogalerij

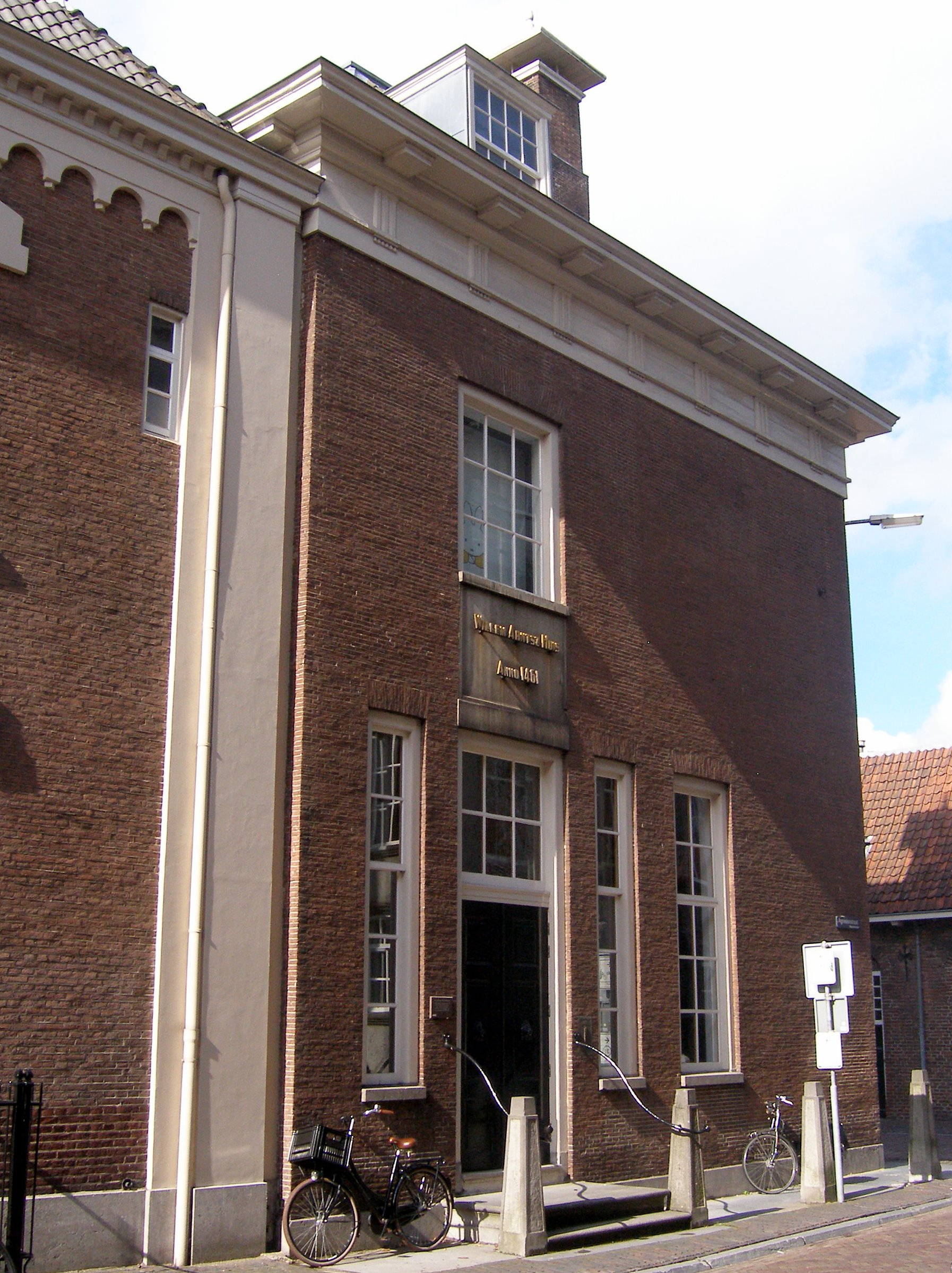
Willem Arntszhuis, Agnietenstraat 2. Rijksmonument 36003
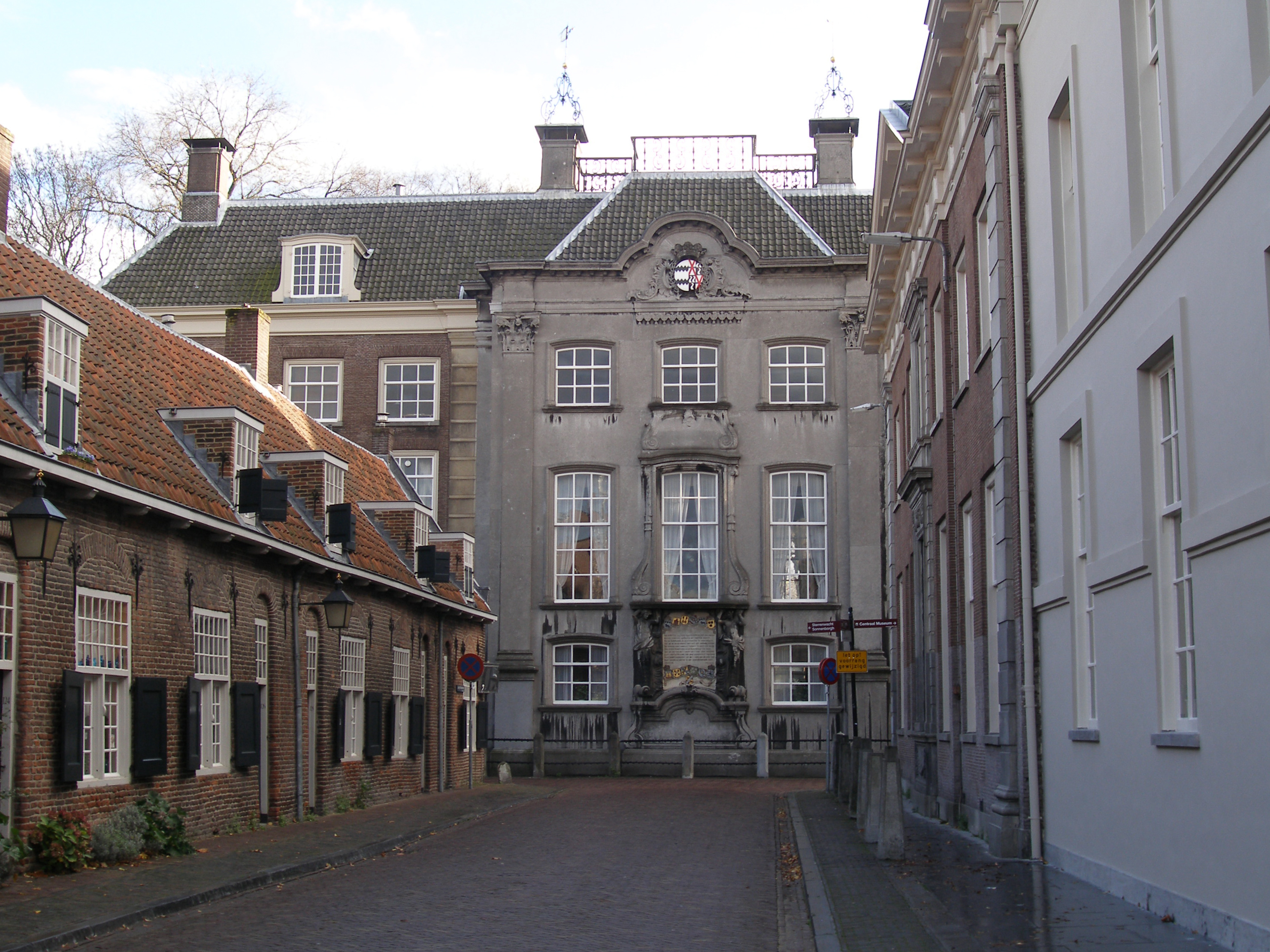
Het gebouw van de Fundatie van Renswoude (midden) gezien vanuit de Lange Nieuwstraat
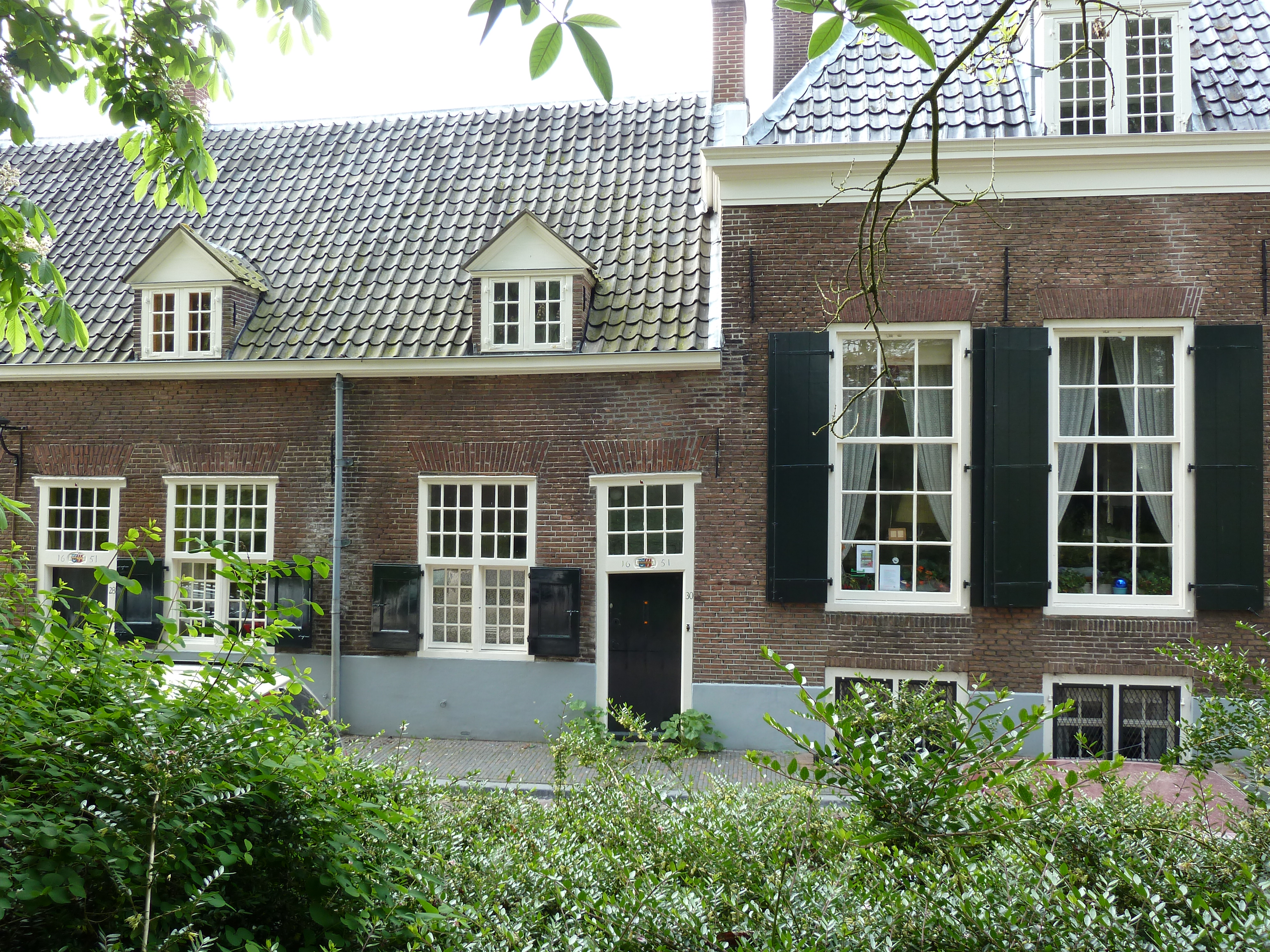
Kameren Maria van Pallaes
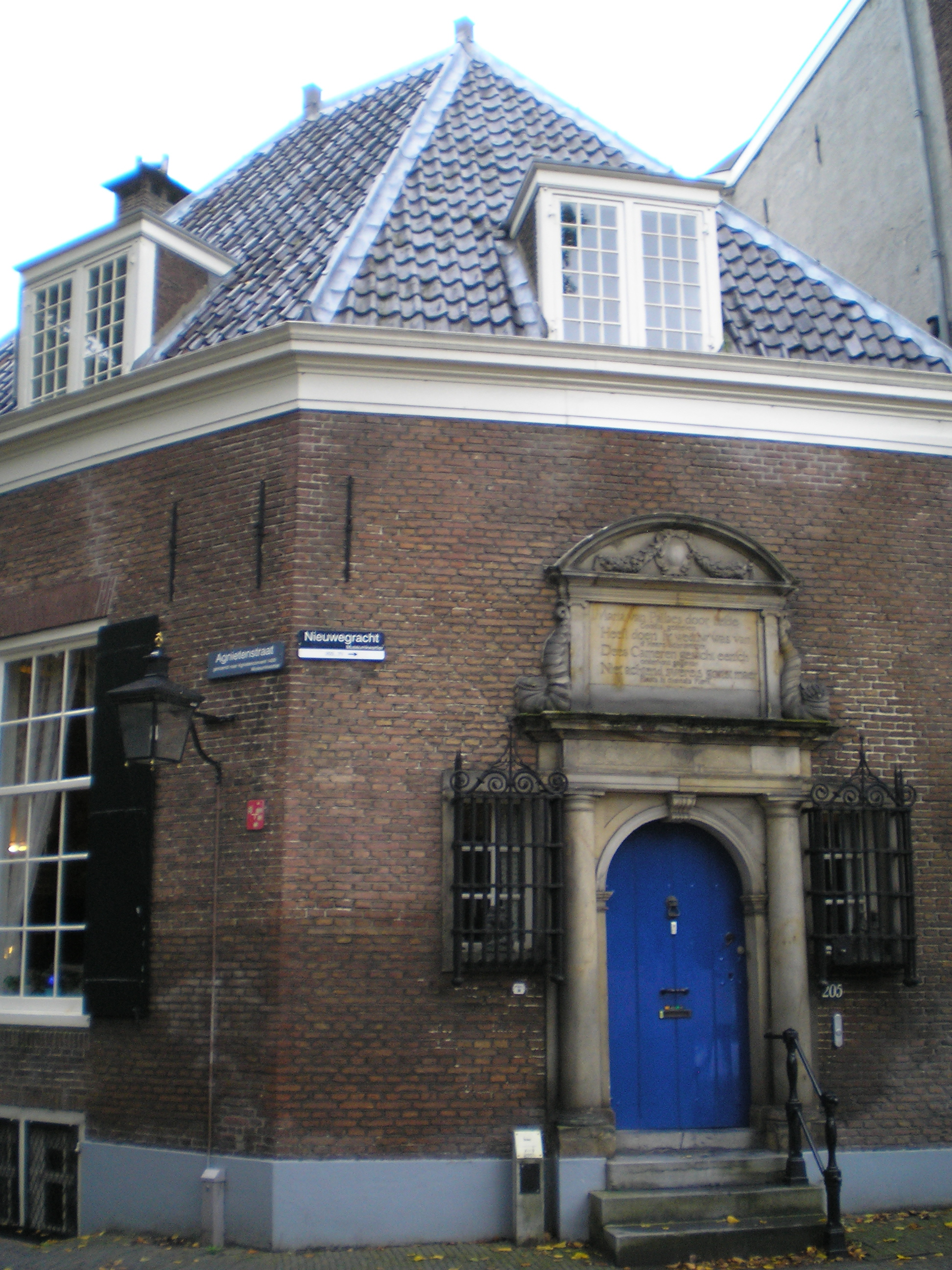
Kameren Maria van Pallaes op de hoek van de Agnietenstraat en de Nieuwegracht
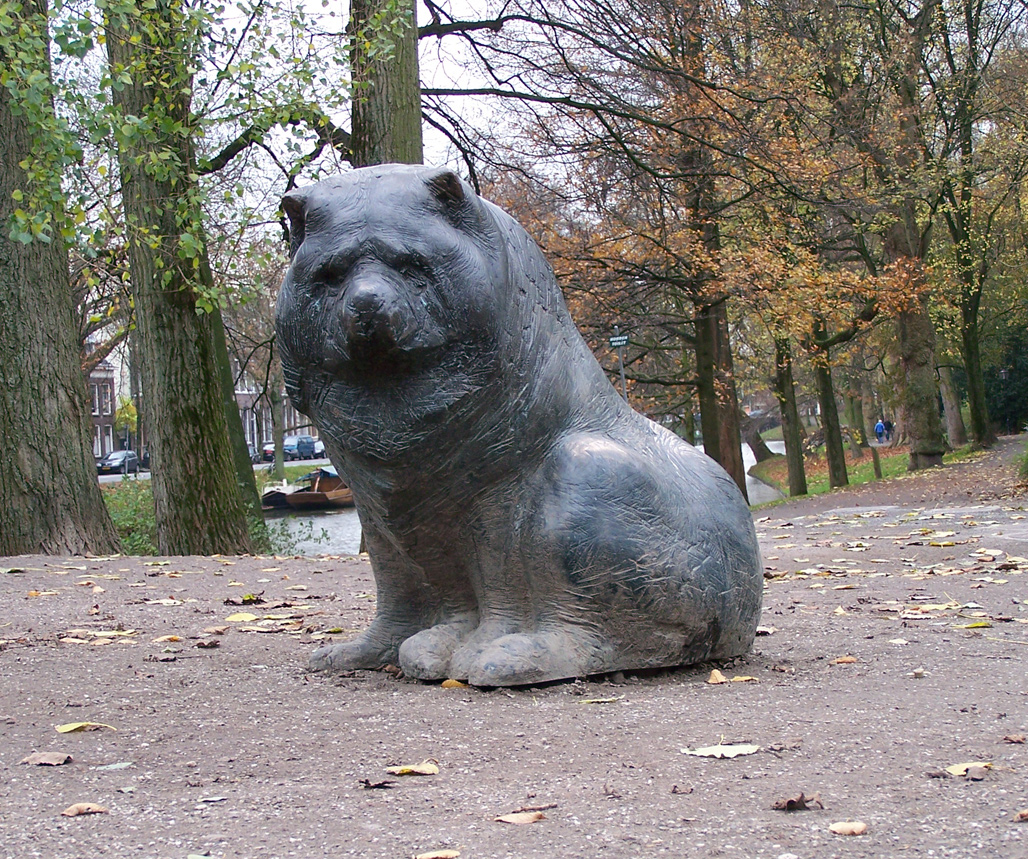
Beeld Biru (1997) van Joop Hekman in het plantsoen van Manenburg. Een afgietsel van de chowchow uit Hekmans beeldengroep De familie in Enschede.

3e Buurkerksteeg ·
A.B.C.-straat ·
Abraham Dolesteeg ·
Achter de Dom ·
Achter St.-Pieter ·
Agnietenstraat ·
Ambachtstraat ·
Annastraat ·
Bakkerstraat ·
Breedstraat ·
Boothstraat ·
Boterstraat ·
Brigittenstraat ·
Bijlhouwerstraat ·
Catharijnekade ·
Catharijnesingel ·
Choorstraat ·
Croeselaan ·
Domplein ·
Domstraat ·
Donkere Gaard ·
Donkerstraat ·
Dorstige Hartsteeg ·
Drakenburgstraat ·
Drieharingstraat ·
Drift ·
Eligenstraat ·
Ganzenmarkt ·
Geertekerkhof ·
Hamburgerstraat ·
Hamsteeg ·
Hanengeschrei ·
Hardebollenstraat ·
Haverstraat ·
Hekelsteeg ·
Herenstraat ·
Hoogt ·
Jaarbeursplein ·
Jacobsgasthuissteeg ·
Jacobijnenstraat ·
Jansdam ·
Janskerkhof ·
Jansveld ·
Jodenrijtje ·
Keistraat ·
Keizerstraat ·
Kintgenshaven ·
Kleine Slachtstraat ·
Korte Jansstraat ·
Korte Lauwerstraat ·
Korte Minrebroederstraat ·
Korte Nieuwstraat ·
Korte Smeestraat ·
Kromme Nieuwegracht ·
Lange Elisabethstraat ·
Lange Jansstraat ·
Lange Jufferstraat ·
Lange Lauwerstraat ·
Lange Nieuwstraat ·
Lange Smeestraat ·
Lange Viestraat ·
Lauwersteeg ·
Leidseveer ·
Lichte Gaard ·
Loeff Berchmakerstraat ·
Lucasbolwerk ·
Lijnmarkt ·
Mariahoek ·
Mariaplaats ·
Massegast ·
Minrebroederstraat ·
Moreelsepark ·
Muntstraat ·
Neude ·
Nicolaas Beetsstraat ·
Nieuwegracht ·
Nobeldwarsstraat ·
Nobelstraat ·
Oudegracht ·
Oudkerkhof ·
Paardenveld ·
Pieterskerkhof ·
Pieterstraat ·
Plompetorenbrug ·
Plompetorengracht ·
Potterstraat ·
Predikherenkerkhof ·
Predikherenstraat ·
Ridderschapstraat ·
Servetstraat ·
Slachtstraat ·
St.-Jacobsstraat ·
Springweg ·
Stadhuisbrug ·
Steenweg ·
Sterrenburg ·
Strosteeg ·
Telingstraat ·
Tolsteegbarrière ·
Tolsteegbrug ·
Trans ·
Twijnstraat en Twijnstraat aan de Werf ·
Van Asch van Wijckskade ·
Vinkenburgstraat ·
Vismarkt ·
Voetiusstraat ·
Voorstraat ·
Vredenburg ·
Waterstraat ·
Wed ·
Wittevrouwenstraat ·
Wijde Begijnestraat ·
Zadelstraat ·
Zakkendragerssteeg ·
Zuilenstraat ·
Zwaansteeg